# 킬러 인 하이스쿨
《킬러 인 하이스쿨》(영어: Barely Lethal)은 2015년 개봉한 미국의 첩보 액션 코미디 영화이다. 감독은 카일 뉴먼이고, 헤일리 스타인펠드, 소피 터너, 새뮤얼 L. 잭슨, 제시카 알바, 도브 캐머런, 토머스 맨이 출연한다. 전문 킬러로서 교육된 소녀가 평범한 고등학생의 삶을 누리고 싶어 탈출한 뒤 신분을 속이고 일반인의 삶을 얻게 되면서 벌어지는 이야기이다.

## 줄거리
프레스콧 아카데미는 고아 소녀들을 전문 암살 요원으로 훈련시키는 정부 기관이다. 책임자인 하드먼이 훈련생들에게 내세우는 제1의 원칙은 '애착을 가지지 말 것'이지만, 83번 훈련생만은 그에 의문을 가진다. 83번은 임무 수행 중 몰래 10대 잡지와 한물간 하이틴 영화, 드라마들을 섭렵하면서 평범한 10대 생활에 동경을 품게 된다.
83번은 녹스라는 악명 높은 무기 밀매범을 체첸에서 생포하는 임무를 받게 된다. 83번은 포로로 위장한 뒤 능숙하게 녹스를 제압하고, 그녀를 밧줄로 묶어 프레스콧의 비행기에 매달고 자기도 줄을 잡고 뒤따른다. 그러나 녹스는 줄을 잘라서 83번을 강에 추락시킨다. 고립된 83번은 이때를 노려 탈출하기로 하고, 하드먼의 연락을 일부러 무시한다. 붙잡힌 녹스를 인계받은 하드먼은 83번을 행방불명으로 처리하고 떠난다.
83번은 자신이 꿈꾸던 평범한 10대의 삶을 실현한다. '메건'이라는 이름으로, 캐나다 리자이나에서 온 교환학생으로 신분을 위장해서 라슨 가족의 집에서 홈스테이를 하게 된다. 남편과 이혼한 라슨 아주머니는 메건을 친절하게 대했고, 닌자를 좋아하는 둘째 파커도 메건을 반겼다. 그러나 메건과 같은 10대 여고생인 리즈는 메건을 백안시한다. 뉴턴 고등학교에 편입한 메건은 처음에는 자기가 보던 영화 속 모습과 다른 실제 학교 생활에 적응을 못하고 놀림감이 된다. 그러나 곧 로저라는 소심쟁이 남학생과 친해지고, 학교 밴드의 기타리스트로 인기가 많은 캐시라는 남학생에게 매료된다.
한편 메건은 캐시의 호감을 사려고 학교 마스코트 인형옷을 입었다가, 연기인 줄을 모르고 라이벌 학교 학생들을 때려눕히고 만다. 메건은 부끄러워 했지만, 다음날 영상이 인터넷에 올라가 호응을 얻으면서 놀림감 신세에서 벗어나게 된다. 하지만 인터넷에 알려진 여파로 메건은 곧 하드먼과 프레스콧 요원들에게 납치된다. 하드먼은 메건이 배신한 것으로 오해하고 메건에게 자백제를 주사했지만, 메건은 정말로 평범한 삶을 살려고 도망친 것이었다. 하드먼은 메건을 풀어주지만, 나중에 곤경에 처하게 될 것이며 그때는 도와주지 않을 것이라고 경고한다.
메건은 캐시의 친구 구치가 여는 홈파티에 리즈를 데리고 놀러 간다. 리즈는 구치와 친밀해지고 메건도 캐시의 호감을 얻게 되지만, 놀랍게도 프레스콧 시절의 라이벌이었던 84번 요원이 '헤더'라는 이름으로 나타나서 메건을 방해한다. 메건은 하드먼이 보냈다고 생각하지만 헤더는 개인적인 목적으로 온 것이었다. 파티 후에, 하드먼이 스쿨버스 운전사로 변장해서 나타나 녹스가 탈출해서 메건을 노리고 있다고 전한다. 메건은 이후 리즈의 차를 타고 학교에 가다가 정체불명의 암살자의 총격을 당하게 된다. 어쩔 수 없이 자기의 정체를 리즈에게 밝힌 메건은 추격전 끝에 암살자의 차를 충돌시킨다. 암살자는 곧바로 도망쳤지만, 메건은 차 안의 향수 냄새를 맡고 암살자의 정체는 헤더임을 알게 된다. 하드먼에게 연락해서 헤더가 녹스의 부하가 되었음을 알게 된 메건은 헤더가 홈커밍 파티를 노릴 것을 예견하고 리즈와 함께 작전을 준비한다.
홈커밍 날 메건은 자신의 파트너인 캐시가 자신과 맞지 않는다고 느끼고 그와 결별한다. 그리고 자신을 좋아하고 있던 로저에게 가서 그의 고백을 듣지만, 헤더가 로저의 파트너로서 나타나 메건에게 싸움을 건다. 둘의 싸움은 파티장을 넘어 학교 주방까지 이어진다. 헤더가 녹스와 연합하여 메건과 라슨 가족을 죽일 계획을 밝히며 칼을 집어들지만 숨어있던 리즈가 헤더의 허벅지를 쇠꼬챙이로 찌르고 메건이 프라이팬으로 헤더를 기절시킨다. 곧바로 집으로 찾아간 두 사람은 녹스에게 붙잡힌 아주머니와 파커를 발견하고 녹스와 싸우지만 곧 붙잡히고 만다. 녹스는 자신이 프레스콧의 1번 요원이었음을 밝힌다. 파커의 기지로 빈틈을 찾은 메건은 녹스를 도발하여 격투하다가, 결국 하드먼이 프레스콧 요원들을 이끌고 녹스를 다시 붙잡는다. 하드먼은 잠입 요원도 필요하다면서 메건의 삶을 에둘러 인정한다. 메건은 홈커밍 파티를 마무리하기 위해, 헬리콥터를 운전해서 집으로 가던 로저의 앞을 막아선다. 둘은 키스한 뒤 파티장으로 돌아간다. 한편, 도망친 헤더는 여전히 메건을 노리며, 녹스의 부하에게 메건이 입학할 대학을 알아보게 시킨다.

## 출연
- 헤일리 스타인펠드 - 83번 요원 / 메건 월시
  - 매들린 스택 - 83번(8세)
- 소피 터너 - 84번 요원 / 헤더
  - 에바 G. 쿠퍼 - 84번(8세)
- 제시카 알바 - 빅토리아 녹스
- 새뮤얼 L. 잭슨 - 하드먼
- 도브 캐머런 - 엘리자베스 "리즈" 라슨
- 토머스 맨 - 로저 마커스
- 롭 휴블 - 로저네 아빠
- 토비 서배스천 - 캐시 펜턴
- 게이브리얼 배소 - 버나드 / 구치
- 제이미 킹 - 나이트
- 레이철 해리스 - 페니 라슨
- 제이슨 드러커 - 파커 라슨
- 알렉산드라 크로즈니 - 신디
- 에마 홀저 - 도나
- 댄 포글러 - 드럼 선생
- 피네스 미첼 - 와이스먼 교장
- 크리스토퍼 네이선 밀러 - 새내기 프레드
- 스티브 오 - 페드로
- 토퍼 그레이스 - 리즈네 아빠(사진 카메오 출연)

## 기타
- 세트: 멜린다 샌더스
- 의상: 프랜신 제이미슨 탠척